# Naufrage du Laiss'dire
Le 23 octobre 1992, le chalutier Laiss'dire fait naufrage à un mille de l'entrée du port de Trouville-sur-Mer.
Les recherches pour retrouver les trois marins disparus étant restées vaines à cause du mauvais temps, le Laiss'dire est renfloué deux semaines plus tard et ramené sur la plage. 
Aucun corps n'est découvert mais deux hommes sont repêchés au large de Villers-sur-Mer le même jour. Il s'agit de Michel Hébert, 29 ans, le patron du chalutier et de Gilles Panin, 37 ans. Le troisième matelot, Alain Pillon sera repêché au début du mois de décembre, pas loin du Havre. Le navire resta aux yeux des badauds durant de nombreuses semaines avant d'être ramené au port, un mois et demi après son naufrage. 
En fâcheuse posture dans le port, il sera démoli quelques mois plus tard, enlevant ainsi à la population une vilaine cicatrice.